# Ina Hunger
Ina Hunger (* 1965) ist eine deutsche Sportwissenschaftlerin und Hochschullehrerin.

## Leben
Hunger studierte an der Georg-August-Universität Göttingen Sportwissenschaft, Germanistik, Pädagogik und Psychologie für das Lehramt an Gymnasien. 1993 legte sie die Prüfungen zum ersten Staatsexamen ab. Von 1994 bis 1996 hatte sie am Institut für Sportwissenschaften der Georg-August-Universität Göttingen im Arbeitsbereich Sport und Erziehung eine Stelle als wissenschaftliche Angestellte inne, im Zeitraum 1994 bis 1997 führte sie des Weiteren einen Lehrauftrag am Institut für Sportwissenschaften der Justus-Liebig-Universität Gießen und 1996 einen Lehrauftrag am Institut für Sportdidaktik der Universität Hamburg aus. 1996 trat Hunger eine Stelle als wissenschaftliche Angestellte am Fachbereich Erziehungs- und Kulturwissenschaften der Universität Osnabrück an und war dort im Fachgebiet Sport und Sportwissenschaften, Fachrichtung Sportpädagogik und -didaktik beschäftigt. 1999 schloss sie in Osnabrück ihre Doktorarbeit (Titel: „Handlungsorientierungen im Alltag der Bewegungserziehung: eine qualitative Studie“) ab und erlangte damit den akademischen Grad Doktorin der Philosophie.
In den Jahren 1999 und 2000 war sie wissenschaftliche Assistentin in der Abteilung Sportdidaktik am Institut für Geistes- und Sozialwissenschaften des Sports der Westfälischen Wilhelms-Universität Münster. An derselben Hochschule wurde ihr zusätzlich ein Lehrauftrag am Psychologischen Institut erteilt, den sie 2000 und 2001 wahrnahm. Im Jahr 2000 trat Hunger am Fachbereich Erziehungs- und Kulturwissenschaften der Universität Osnabrück eine Stelle als wissenschaftliche Assistentin (später wissenschaftliche Oberassistentin) an. Sie blieb bis 2009 an der niedersächsischen Hochschule tätig. In dieser Zeit, nämlich im Jahr 2004, schloss sie am Fachbereich Erziehungs- und Kulturwissenschaften ihre Habilitation ab. 2006 erlangte sie zudem die internationale Berechtigung für „Hochschuldidaktische Lehre“. 2008 übernahm Hunger an der Georg-August-Universität Göttingen eine Professur für Sport und Pädagogik. Von 2013 bis 2017 gehörte sie als Vizepräsidentin für den Bereich Bildung dem Vorstand der Deutschen Vereinigung für Sportwissenschaft an.
Hungers wissenschaftliche Tätigkeit umfasst unter anderem die Bereiche Geschlechterforschung, Inklusion, qualitative Forschung in der Sportwissenschaft, Aspekte des Sportunterrichts, Zeiterleben im Sport, Bewegung im Kindesalter, unter anderem in der Grundschule sowie im Kindergarten.